# سفارة فرنسا في السعودية
سفارة فرنسا في السعودية هي أرفع تمثيل دبلوماسي لدولة فرنسا لدى السعودية. تقع السفارة في الرياض وهي تهدف لتعزيز المصالح الفرنسية في السعودية.

## وصلات خارجية
- الموقع الرسمي
- قائمة سفارات فرنسا
- قائمة السفارات في السعودية